# كولد لايك

مقاطعة البرتا

بروكس (بالإنجليزية: Cold Lake)‏ بلدة كندية في مقاطعة ألبرتا غنية بالنفط الرملي.

## جغرافيتها
تبلغ مساحتها 59.30 كلم2 وعدد سكانها بحسب إحصائية سنة 2006 حوالي 11,595 نسمة بكثافة 202 نسمة/كلم2. وإحداثياتها هي 110°10′57″W / 54.46417, -110.1825.

## المناخ
يظهر الجدول التالي التغييرات المناخية على مدار السنة لكولد لايك:
| البيانات المناخية لـكولد لايك      | البيانات المناخية لـكولد لايك | البيانات المناخية لـكولد لايك | البيانات المناخية لـكولد لايك | البيانات المناخية لـكولد لايك | البيانات المناخية لـكولد لايك | البيانات المناخية لـكولد لايك | البيانات المناخية لـكولد لايك | البيانات المناخية لـكولد لايك | البيانات المناخية لـكولد لايك | البيانات المناخية لـكولد لايك | البيانات المناخية لـكولد لايك | البيانات المناخية لـكولد لايك | البيانات المناخية لـكولد لايك |
| الشهر                              | يناير                         | فبراير                        | مارس                          | أبريل                         | مايو                          | يونيو                         | يوليو                         | أغسطس                         | سبتمبر                        | أكتوبر                        | نوفمبر                        | ديسمبر                        | المعدل السنوي                 |
| ---------------------------------- | ----------------------------- | ----------------------------- | ----------------------------- | ----------------------------- | ----------------------------- | ----------------------------- | ----------------------------- | ----------------------------- | ----------------------------- | ----------------------------- | ----------------------------- | ----------------------------- | ----------------------------- |
| الدرجة القصوى قرينة الرطوبة        | 10.6                          | 12.1                          | 17.1                          | 28.7                          | 33.8                          | 38.0                          | 43.2                          | 39.0                          | 32.7                          | 27.7                          | 18.3                          | 10.0                          | 43.2                          |
| الدرجة القصوى °م (°ف)              | 10.6 (51.1)                   | 14.1 (57.4)                   | 17.9 (64.2)                   | 29.4 (84.9)                   | 32.5 (90.5)                   | 36.3 (97.3)                   | 36.1 (97.0)                   | 36.1 (97.0)                   | 32.8 (91.0)                   | 27.4 (81.3)                   | 18.9 (66.0)                   | 10.1 (50.2)                   | 36.3 (97.3)                   |
| متوسط درجة الحرارة الكبرى °م (°ف)  | −10.0 (14.0)                  | −6.2 (20.8)                   | 0.8 (33.4)                    | 10.1 (50.2)                   | 16.8 (62.2)                   | 21.0 (69.8)                   | 23.3 (73.9)                   | 22.4 (72.3)                   | 16.5 (61.7)                   | 8.8 (47.8)                    | −2.2 (28.0)                   | −9.4 (15.1)                   | 7.7 (45.9)                    |
| المتوسط اليومي °م (°ف)             | −15.1 (4.8)                   | −11.8 (10.8)                  | −4.9 (23.2)                   | 4.1 (39.4)                    | 10.4 (50.7)                   | 14.9 (58.8)                   | 17.4 (63.3)                   | 16.1 (61.0)                   | 10.5 (50.9)                   | 3.6 (38.5)                    | −6.3 (20.7)                   | −13.9 (7.0)                   | 2.1 (35.8)                    |
| متوسط درجة الحرارة الصغرى °م (°ف)  | −20.1 (−4.2)                  | −17.5 (0.5)                   | −10.5 (13.1)                  | −1.9 (28.6)                   | 3.9 (39.0)                    | 8.8 (47.8)                    | 11.4 (52.5)                   | 9.9 (49.8)                    | 4.5 (40.1)                    | −1.5 (29.3)                   | −10.3 (13.5)                  | −18.4 (−1.1)                  | −3.5 (25.7)                   |
| أدنى درجة حرارة °م (°ف)            | −48.3 (−54.9)                 | −42.8 (−45.0)                 | −41.1 (−42.0)                 | −34.4 (−29.9)                 | −9.9 (14.2)                   | −3.3 (26.1)                   | 0.0 (32.0)                    | −1.5 (29.3)                   | −9.4 (15.1)                   | −23.5 (−10.3)                 | −36.7 (−34.1)                 | −44.4 (−47.9)                 | −48.3 (−54.9)                 |
| أدنى درجة حرارة تبريد الرياح       | −53.3                         | −55.4                         | −49.3                         | −37.2                         | −14.7                         | −6.7                          | 0.0                           | −6.0                          | −14.9                         | −29.0                         | −48.5                         | −52.6                         | −55.4                         |
| الهطول مم (إنش)                    | 16.1 (0.63)                   | 10.8 (0.43)                   | 17.4 (0.69)                   | 31.3 (1.23)                   | 40.9 (1.61)                   | 73.2 (2.88)                   | 78.6 (3.09)                   | 56.6 (2.23)                   | 38.9 (1.53)                   | 19.6 (0.77)                   | 19.4 (0.76)                   | 18.4 (0.72)                   | 421.0 (16.57)                 |
| معدل هطول الأمطار مم (إنش)         | 0.3 (0.01)                    | 0.2 (0.01)                    | 2.7 (0.11)                    | 18.4 (0.72)                   | 37.4 (1.47)                   | 73.2 (2.88)                   | 78.6 (3.09)                   | 56.4 (2.22)                   | 38.5 (1.52)                   | 11.3 (0.44)                   | 1.6 (0.06)                    | 0.8 (0.03)                    | 319.2 (12.57)                 |
| متوسط تساقط الثلوج سم (إنش)        | 22.5 (8.9)                    | 15.2 (6.0)                    | 17.7 (7.0)                    | 13.9 (5.5)                    | 3.4 (1.3)                     | 0.0 (0.0)                     | 0.0 (0.0)                     | 0.1 (0.0)                     | 0.4 (0.2)                     | 7.9 (3.1)                     | 23.4 (9.2)                    | 24.0 (9.4)                    | 128.6 (50.6)                  |
| متوسط أيام هطول الأمطار (≥ 0.2 mm) | 9.9                           | 7.2                           | 7.4                           | 7.9                           | 9.9                           | 12.6                          | 13.5                          | 11.6                          | 9.9                           | 8.6                           | 9.2                           | 10.0                          | 117.6                         |
| متوسط الأيام الممطرة (≥ 0.2 mm)    | 0.5                           | 0.2                           | 1.0                           | 5.2                           | 9.4                           | 12.6                          | 13.5                          | 11.6                          | 9.7                           | 5.7                           | 1.4                           | 0.6                           | 71.4                          |
| متوسط الأيام المثلجة (≥ 0.2 cm)    | 10.6                          | 8.4                           | 7.3                           | 3.9                           | 1.0                           | 0.0                           | 0.0                           | 0.0                           | 0.3                           | 4.2                           | 9.4                           | 10.8                          | 56.0                          |
| متوسط الرطوبة النسبية (%)          | 69.4                          | 62.6                          | 54.9                          | 44.2                          | 41.8                          | 47.8                          | 52.6                          | 51.0                          | 51.9                          | 54.9                          | 70.4                          | 74.2                          | 56.3                          |
| ساعات سطوع الشمس الشهرية           | 87.1                          | 118.2                         | 172.3                         | 221.6                         | 260.0                         | 265.2                         | 283.0                         | 279.9                         | 176.9                         | 140.9                         | 82.2                          | 68.3                          | 2٬155٫5                       |
| نسبة وصول أشعة الشمس               | 35.4                          | 43.1                          | 47.0                          | 52.6                          | 52.3                          | 51.6                          | 54.9                          | 60.6                          | 46.2                          | 43.1                          | 32.1                          | 29.7                          | 45.7                          |
| المصدر:                            |                               |                               |                               |                               |                               |                               |                               |                               |                               |                               |                               |                               |                               |

## أعلام
- دوغ هيكس
- ديفيد شاند
- سوزان كاشمان
- بليك ماكدونالد